# Hwang In-beom

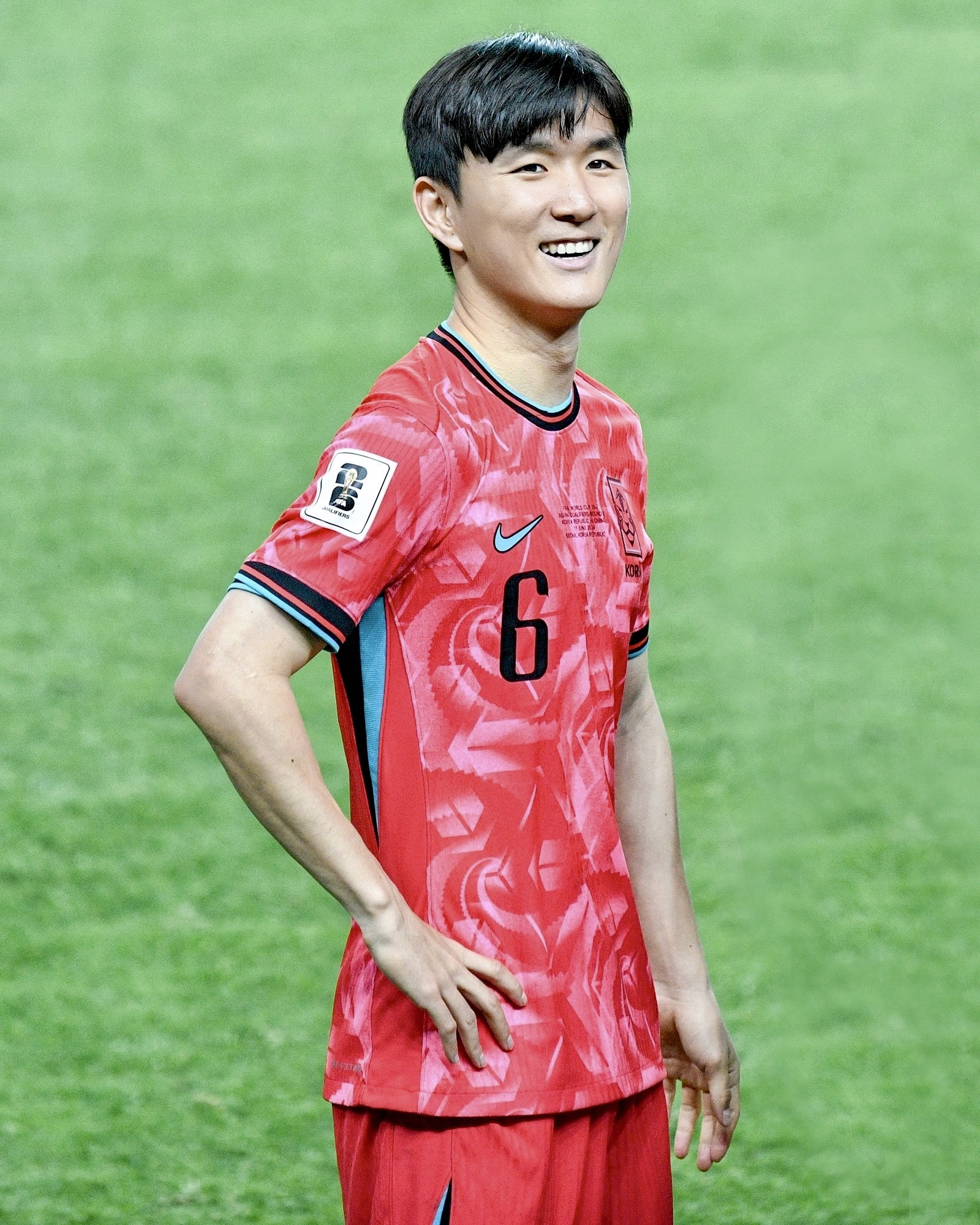
Hwang In-beom em 2024.

Hwang In-beom ( em coreano:  황인범  ; Daejeon - 20 de setembro de 1996) é um futebolista profissional sul-coreano que joga como meio-campista do Estrela Vermelha, e da seleção sul-coreana. 

## Carreira no clube
Hwang assinou com o Daejeon Citizen em 2015. Ele marcou seu primeiro gol em uma partida da liga contra o Pohang Steelers em 30 de maio e se tornou o artilheiro mais jovem da história do Daejeon. Hwang interessou o Hamburger SV depois de mostrar perspectivas positivas em Daejeon e na seleção nacional, mas Daejeon vendeu Hwang para o Vancouver Whitecaps FC, que ofereceu mais taxas de transferência do que o Hamburgo.
Em 3 de abril de 2022, o contrato com o Rubin foi suspenso até 30 de junho de 2022, de acordo com os regulamentos especiais da FIFA relacionados à invasão russa da Ucrânia . Os regulamentos permitem que jogadores estrangeiros na Rússia suspendam seus contratos até o final da temporada 2021-22 e assinem com um clube fora da Rússia até essa data, ingressou no FC Seoul em 5 de abril. Em 29 de julho de 2022, ingressou no Olympiacos, clube da Super League Grécia . Em 18 de agosto de 2022, ele marcou, em sua estreia, o empate em uma partida do playoff da Liga Europa no Apollon Limassol, que terminou em 1–1.

## Carreira internacional
Desempenhou um papel vital ao levar a Coreia do Sul ao título dos Jogos Asiáticos de 2018 . Como recompensa, ele foi dispensado de Asan Mugunghwa menos da metade de seu serviço militar e voltou para Daejeon Citizen . Fez sua estreia internacional sênior em setembro de 2018 e, no final daquele ano, marcou seu primeiro gol internacional sênior em um empate em casa por 2 a 2 em um amistoso contra o Panamá em 16 de outubro.  Na Copa Asiática de Seleções de 2019, Hwang mostrou um jogo impressionante e foi selecionado para a Equipe do Torneio da ESPN . Ele também foi nomeado o Jogador Mais Valioso do Campeonato EAFF 2019, após levar a Coreia do Sul ao título.

## Estilo de jogo
JJ Adams, do The National Post, observou que Hwang "pode jogar no centro ou na ala, mas prospera como um meio-atacante - um box-to-box nº 8. Ele é conhecido por passes precisos, desarmes agressivos, compostura na posse de bola e vontade de enfrentar os zagueiros com a bola nos pés".